# Anchiornis huxleyi
Anchiornis („téměř pták“) byl rod velmi malého teropodního dinosaura, žijícího zřejmě v období pozdní jury na území dnešní severozápadní Číny (provincie Liao-ning). Fosilie tohoto dinosaura byly objeveny v sedimentech souvrství Tchiao-ťi-šan.

## Význam
Dříve byl považován za příslušníka čeledi Troodontidae, později byl řazen spíše mezi archeopterygidy a v poslední době je favorizováno jeho zařazení do samostatné čeledi Anchiornithidae, kam patří společně s evropským rodem Ostromia a několika dalšími čínskými taxony. S výzkumem dalších exemplářů se však systematické zařazení anchiornise opět jeví jako nejasné. Stáří sedimentů, ve kterých se jeho fosilie dochovaly, činí podle přesného radiometrického datování 160,89 až 160,25 milionu let. Novější datování pak ukazuje stáří přibližně 161,5 milionu let.

## Objev
Objev anchiornise představuje významný příspěvek k pochopení evoluce opeřených maniraptorů a prvních ptáků. Typový exemplář byl popsán čínským paleontologem Xu Xingem v listopadu roku 2008, oficiálně však vychází až počátkem roku 2009. Typový druh je Anchiornis huxleyi, druhové jméno bylo stanoveno na počest britského přírodovědce z 19. století Thomase Henryho Huxleyho. Objevená kostra je poměrně kompletní, postrádá jen lebku, část ocasu a pravou přední končetinu. Přestože byly vědecky popsány jen tři exempláře, v čínských sbírkách jich je mnohem více. Jen v roce 2010 mělo toto číslo činit kolem 255 jedinců.

## Popis
Zajímavým aspektem tohoto dinosaura byla zejména jeho malá velikost. Jeho délka činila pouhých 34 nebo 35 centimetrů a hmotnost je odhadována na 110 gramů (případně na 250, dále 580 nebo 680 gramů), jde tedy o jednoho z nejmenších známých neptačích dinosaurů vůbec. Poměrně dlouhé přední končetiny (80% délky zadních) a karbonizované otisky peří nasvědčují schopnosti klouzavého letu (délka opeření trupu se pohybuje kolem 20 mm). Kladistická analýza řadí rod Anchiornis jako bazálního zástupce skupiny Avialae a sesterský taxon k ptákům. Studie ze září roku 2009 přisuzuje tomuto taxonu pozici nejstaršího známého opeřeného dinosaura. Objev fosilních žaludečních peletů ukázal, že tento teropod měl velmi výkonný trávicí systém, podobný trávicí soustavě současných ptáků.

## Barva a opeření
V únoru roku 2010 vědci oznámili, že chemickými metodami a mikroskopickým pozorováním byla odhalena barva původního pernatého pokryvu. Ta byla převážně černá, s bílými proužky a červenou korunkou na hlavě. Poprvé v historii tak možná známe kompletní barvu neptačího dinosaura (podobný objev se týká také rodu Sinosauropteryx). Podle výzkumu novými zobrazovacími technologiemi byla kontura tělesného opeření a mohutnost pernatého integumentu anchiornise ještě mnohem výraznější, než se dříve soudilo.
Morfologické obrysy ocasních per anchiornise se dochovaly do současnosti, geochemická analýza ale nasvědčuje tomu, že původní proteiny (jako je keratin) ve fosilních vzorcích zachovány nebyly.

### Česká literatura
- SOCHA, Vladimír (2021). Dinosauři – rekordy a zajímavosti. Nakladatelství Kazda, Brno. ISBN 978-80-7670-033-8 (str. 141)